# John Wilson (duchowny)
John Wilson (ur. 4 lipca 1968 w Sheffield) – brytyjski duchowny rzymskokatolicki, arcybiskup metropolita Southwark od 2019.

## Życiorys
Urodził się 4 lipca 1968 w rodzinie anglikańskiej. W 1985 przeszedł na katolicyzm i kilka lat później wstąpił do seminarium w Leeds. Święcenia kapłańskie przyjął 29 czerwca 1995 i został inkardynowany do diecezji Leeds. Po kilkuletnim stażu wikariuszowskim został wikariuszem biskupim ds. ewangelizacji. W latach 2012–2014 zarządzał diecezją jako jej tymczasowy administrator, a w kolejnych latach pracował jako proboszcz w Wakefield.
24 listopada 2015 papież Franciszek mianował go biskupem pomocniczym archidiecezji Westminsteru, ze stolicą tytularną Lindisfarna. Sakry udzielił mu 25 stycznia 2016 metropolita Westminsteru - kardynał Vincent Nichols.
10 czerwca 2019 został mianowany arcybiskupem metropolitą Southwark. Ingres odbył 25 lipca 2019.